# Полет 257 на „Индиан Еърлайнс“
Полет 257 на „Индиан Еърлайнс“ е вътрешен пътнически полет от летище „Калкута“, Калкута, Западна Бенгалия, до летище „Димапур“, Димапур, Нагаланд, с междинно кацане на общинско летище „Имфал“, Имфал, Манипур, Индия, управляван от „Индиан Еърлайнс“. На 16 август 1991 г. самолетът „Боинг 737-28A“, който изпълнява полета, се разбива в хълма Тхангджинг по време на спускане и убива всички 63 пътници и 6 членове на екипажа на борда.
Катастрофата е приписана на неспазване от страна на пилота на писмената процедура за заход към Имфал. Екипажът решава да наруши процедурата за заход, като предприеме пряк път и в крайна сметка блъска самолета в хълмистия терен. По време на захода екипажът не наблюдава адекватно своите инструменти, въпреки че метеорологичните условия по това време се влошават. Действията им са повлияни от решението на пилота да разчита единствено на изключителното си познаване на терена.
В резултат на катастрофата са издадени общо 50 препоръки от членове на Анкетния съвет, по-специално относно обучението и дисциплината на екипажа. Анкетният съвет също така издава препоръка за създаването на независим орган за разследване на транспортни произшествия в Индия. „Индиан Еърлайнс“ изплаща обезщетение на семействата на загиналите в размер на 500 000 индийски рупии за всеки възрастен пътник и 250 000 за едно бебе.